# Fiat Tempra
Fiat Tempra – samochód osobowy klasy kompaktowej produkowany przez włoską markę FIAT w latach 1990–1999.

## Historia i opis modelu

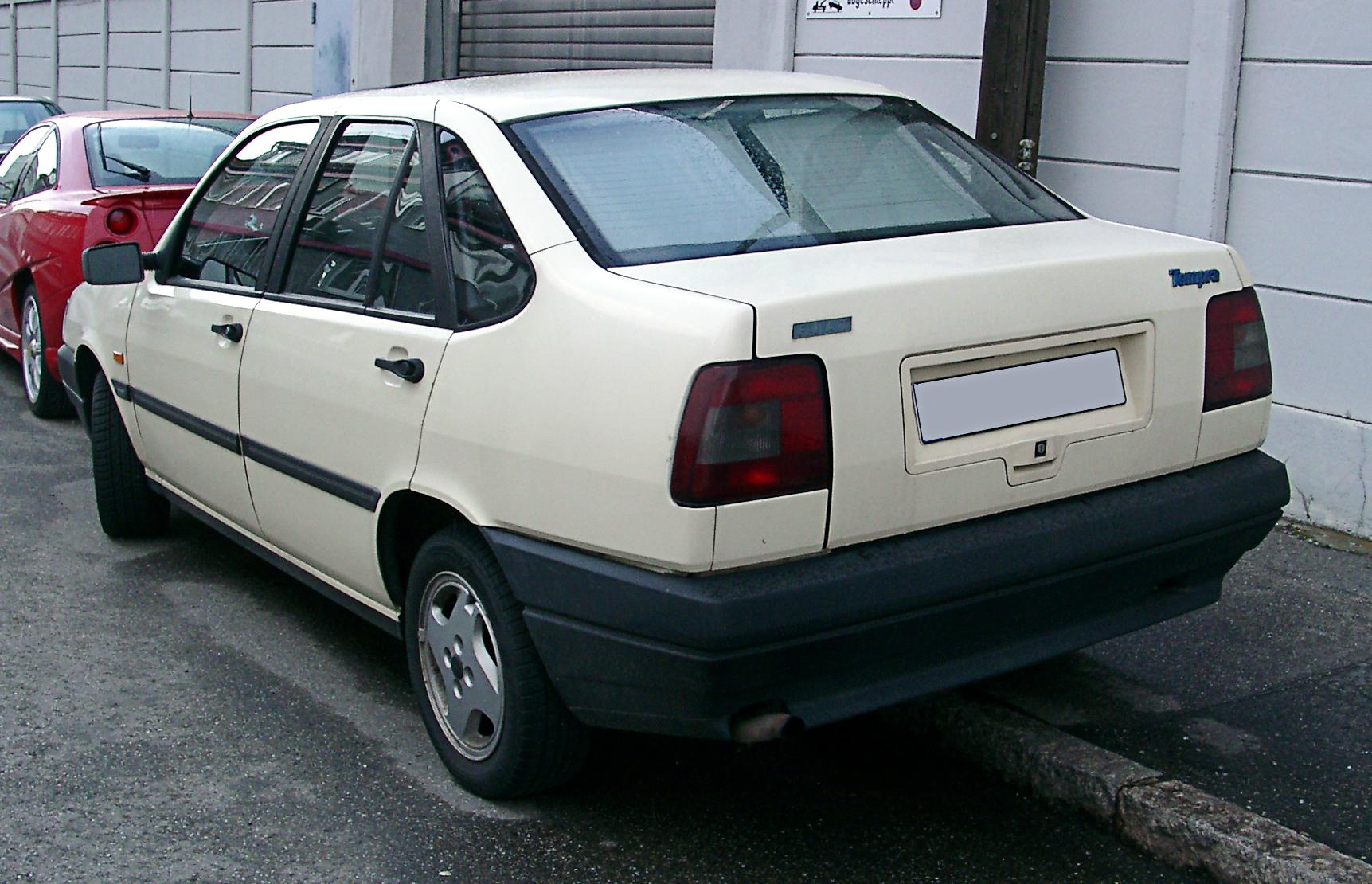
Fiat Tempra – tył

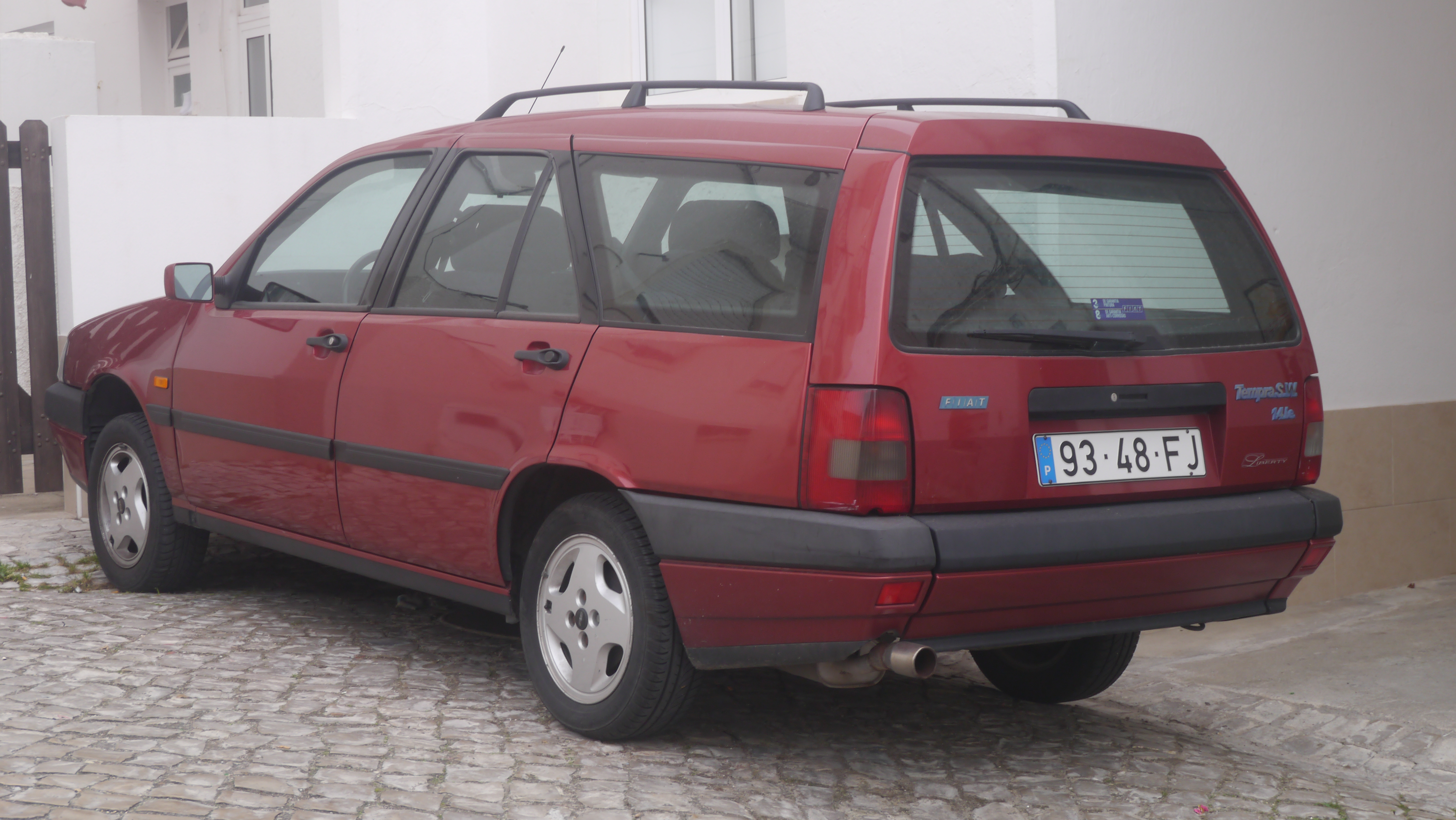
Fiat Tempra Kombi

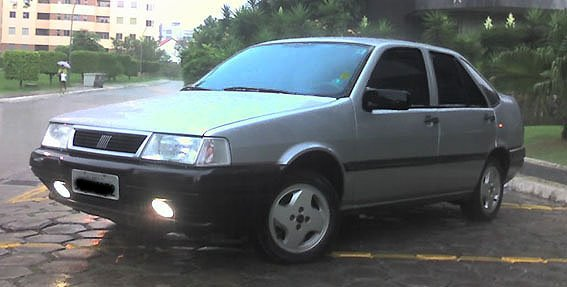
Brazylijski Fiat Tempra

Samochód został po raz pierwszy oficjalnie zaprezentowany w 1990 roku. Auto zbudowane zostało na bazie globalnej płyty podłogowej, która wykorzystana została do zbudowania m.in. modeli Tipo oraz Coupé, a także Alfa Romeo 155, Lancii Delta II i Lancii Dedra.
Pojazd produkowany był we Włoszech w latach 1990–1996, a następnie w latach 1995–1996 w tureckiej fabryce Tofaş. Po roku 1996 produkowany był pod nazwą Tofaş Tempra do 2002 roku. W latach 1991–1999 auto powstawało również w brazylijskiej fabryce Fiat Automóveis w Betim.
W 1993 roku auto przeszło face lifting. Zmieniona została m.in. atrapa chłodnicy, zastosowane zostały dodatkowe wzmocnienia czołowe oraz boczne. Zmianom poddano także jednostki napędowe oraz wnętrze pojazdu z którego wycofano m.in. kontrolkę braku płynu w spryskiwaczu, w układzie chłodzenia oraz niskiej ilości oleju w silniku. Rok później zmianom poddano benzynowy silnik 1.6 oraz wzbogacono wyposażenie podstawowe pojazdu.

### Wyposażenie
W zależności od wybranej wersji wyposażeniowej pojazdu, auto oferowało szeroką gamę wyposażeniową. Niektóre wersje pojazdu nie posiadały obrotomierza, wspomagania układu kierowniczego, a także tylnych zagłówków, natomiast lepiej wyposażone wersje mogły być wyposażone m.in. w cyfrowy zestaw wskaźników, klimatyzację automatyczną, skórzaną tapicerkę, elektryczne sterowanie szyb, elektryczne sterowanie lusterek, poduszki powietrzne, a także system ABS.